# Ronan Dréano
Ronan Dréano (22 de noviembre de 1982) es un deportista francés que compitió en vela en la clase 470. Ganó una medalla de plata en el Campeonato Europeo de 470 de 2006.

## Palmarés internacional
| \| Campeonato Europeo \| Campeonato Europeo \| Campeonato Europeo \| Campeonato Europeo \| \| Año \| Lugar \| Medalla \| Clase \| \| ------------------ \| ---------------------- \| ------------------ \| ------------------ \| \| 2006 \| Balatonfüred (Hungría) \| Medalla de plata \| 470 \| |                        |                  |       |
| Campeonato Europeo |                        |                  |       |
| Año | Lugar                  | Medalla          | Clase |
| 2006 | Balatonfüred (Hungría) | Medalla de plata | 470   |